# Voglio l'anima
Voglio l'anima è il primo album di Toto Cutugno come solista.
Questo album contiene il brano Soli, scritto da Cutugno nel 1979 per Adriano Celentano.
La canzone Voglio l'anima fu poi ripresa da Dalida nel 1979 e cantata in lingua francese col titolo Monday, Tuesday... Laissez-moi danser.

## Tracce
1. Voglio l'anima (Dame el corazón nell'edizione spagnola) – 3:51 (Minellono, Cutugno)
2. Ma... (Mas... nell'edizione spagnola) – 3:35 (Minellono, Costanzo, Cutugno)
3. Una serata come tante – 3:07 (Minellono, Cutugno)
4. Na parola – 2:47 (Minellono, Cutugno, Russo)
5. Aeroporto Kennedy – 5:22 (Cogliati, Minellono, Cutugno)
6. Amore no (Amor ya no nell'edizione spagnola) – 4:41 (Minellono, Cutugno)
7. Soli (Solos nell'edizione spagnola) – 3:53 (Minellono, Cutugno)
8. Liberi – 4:03 (Cutugno)
9. Se vai via – 3:40 (Cogliati, Minellono, Cutugno)
10. Donna donna mia – 3:01 (Peregrini, Bongiorno, Cutugno)

Dopo il Festival di Sanremo 1980 l'album è stato ripubblicato con l'aggiunta di Solo noi, canzone vincitrice, come prima traccia.
1. Solo noi – 4:04 (Minellono, Cutugno)